# Apaseo, Zacatecas
Apaseo är en ort i Mexiko.   Den ligger i kommunen General Francisco R. Murguía och delstaten Zacatecas, i den centrala delen av landet, 700 km nordväst om huvudstaden Mexico City. Apaseo ligger 1 933 meter över havet och antalet invånare är 375.
Terrängen runt Apaseo är kuperad västerut, men österut är den platt. Runt Apaseo är det mycket glesbefolkat, med 3 invånare per kvadratkilometer. Apaseo är det största samhället i trakten. Omgivningarna runt Apaseo är i huvudsak ett öppet busklandskap.